# Fanny Lecluyse
Fanny Lecluyse (Cortrique, 11 de marzo de 1992) es un deportista belga que compite en natación, especialista en el estilo braza.
Ganó una medalla de bronce en el Campeonato Mundial de Natación en Piscina Corta de 2018 y cuatro medallas en el Campeonato Europeo de Natación en Piscina Corta entre los años 2011 y 2017.
Participó en tres Juegos Olímpicos de Verano, entre los años 2012 y 2020, ocupando el octavo lugar en Tokio 2020, en la prueba de 200 m braza.

## Palmarés internacional
| Campeonato Mundial en Piscina Corta | Campeonato Mundial en Piscina Corta | Campeonato Mundial en Piscina Corta | Campeonato Mundial en Piscina Corta |
| Año                                 | Lugar                               | Medalla                             | Prueba                              |
| ----------------------------------- | ----------------------------------- | ----------------------------------- | ----------------------------------- |
| 2018                                | Hangzhou (China)                    | Medalla de bronce                   | 200 m braza                         |
| Campeonato Europeo en Piscina Corta |                                     |                                     |                                     |
| Año                                 | Lugar                               | Medalla                             | Prueba                              |
| 2011                                | Szczecin (Polonia)                  | Medalla de bronce                   | 200 m braza                         |
| 2015                                | Netanya (Israel)                    | Medalla de oro                      | 200 m braza                         |
| 2015                                | Netanya (Israel)                    | Medalla de plata                    | 50 m braza                          |
| 2017                                | Copenhague (Dinamarca)              | Medalla de bronce                   | 200 m braza                         |